# Sociologie des logiques d'action
Pour un article plus général, voir Sociologie des organisations.
La sociologie des logiques d'action est une théorie de sociologie des organisations développée par quatre auteurs dans un ouvrage intitulé Les nouvelles approches sociologiques des organisations (Henri Amblard, Philippe Bernoux, G. Herreros, Y.F Livian), dont la première édition est parue en 1996. Elle s'oriente dans trois directions :
- la nécessité de dépasser le corpus classique de sociologie des organisations.
- l'impossibilité de penser les organisations en dehors d'une dialectique entre le conflit et la coopération.
- la réarticulation d'ensembles théoriques pouvant a priori sembler exclusifs.

## Principe des logiques d'action
La notion de logique d'action invite à une multipolarité théorique et réintroduit les dimensions culturelles, historiques et psychologiques dans l'analyse stratégique.
Comment la définir ? Rendre compte des logiques d'action, c'est rechercher ce qui fonde les choix des acteurs, c'est comprendre quelles rationalités sont à l'œuvre derrière chaque action (approche compréhensive). Mais la logique d'action n'est pas une structure causale immuable, car l'acteur n'existe pas en soi mais il est construit et défini comme tel par son action, et par conséquent les logiques évoluent en fonction des actions envisagées et non des acteurs pris en eux-mêmes (ainsi peuvent coexister des logiques stratégiques et coopératives). La logique d'action réunit deux entités élémentaires, l'acteur et la situation d'action. De la rencontre de ces deux dimensions naissent des interactions à travers lesquelles les logiques d'action vont se matérialiser.
Dans le cadre d'une sociologie des logiques d'action, il existe une pluralité d'instances qui accueillent ces logiques en construction. Ceci induit la possibilité et la nécessité d'un pluralisme théorique. Mais comment justifier épistémologiquement ce pluralisme théorique ? En s'opposant à l'ascétisme dominant des épistémologies bachelardiennes et popériennes, on recourt à trois positions épistémologiques complémentaires :
- tout d'abord, en suivant l'anarchisme épistémologique de Paul Feyerabend, non seulement les théories rivales ne peuvent pas forcément être confrontées les unes aux autres car les propositions et les faits qu'elles décrivent en sont dépendants, mais en outre, certains faits ne pourraient être révélés sans recourir à des théories rivales ;
- selon Robert Pahre et Mattei Dogan, les objets, les concepts doivent être déplacés d'un champ à l'autre, d'une discipline à l'autre. Cette posture peut s'avérer très prometteuse en termes d'innovation scientifique ;
- Enfin, l'introduction du réseau comme élément déterminant de la construction du fait scientifique, qu'on doit à Michel Callon et Bruno Latour, tend à justifier la reconnaissance d'une épistémologie non rationaliste.

Pour les tenants de la sociologie de l'action, il importe donc peu que la combinaison de théories aussi diverses que celles de Michel Crozier, Luc Boltanski, Renaud Sainsaulieu et Michel Callon soit une hérésie, à partir du moment où le problème d’organisation peut gagner en limpidité à la suite de la confrontation de théories différentes, voire contradictoires entre elles.

## Méthodologie

### Méthode d'observation

#### L'acteur pluriel
La sociologie des logiques d'action étant pluraliste, elle explore six dimensions de l'acteur :
- l'acteur stratégique (M. Crozier et E. Friedberg) ;
- l'acteur social-historique - en référence à la sociologie de Pierre Bourdieu ;
- l'acteur identitaire (R. Sainsaulieu) ;
- l'acteur culturel (P. d'Iribarne) ;
- l'acteur groupal (R. Kaes, D. Anzieu) ;
- l'acteur pulsionnel – cette dernière dimension renvoie aux théories socio-psychanalytiques de Eugène Enriquez.

#### L'analyse de la situation
Quant à l'analyse de la situation de l'action, elle doit intégrer :
- le contexte historique et institutionnel. C'est-à-dire qu'elle doit réintroduire les facteurs externes au fonctionnement de l'organisation comme le marché, l'histoire et les institutions ;
- l'instance symbolique et mythique. Le caractère fondateur des mythes et l'importance qu'ils jouent dans toute société humaine suppose qu'on les étudie « à part entière » dans les organisations. Il est vrai en effet que l'entreprise est peuplée de mythes, de héros, de boucs émissaires... De même, les symboles y sont omniprésents ;
- le dispositif de la situation. La situation se trouve pour partie contrainte par les objets en présence. Ils participent de fait à la formation des logiques d'action ;
- l'histoire de l'entreprise. Les entreprises sont faites à partir de diverses expériences qui sont gardées en général dans la conscience des membres. Elle engendrent une culture, des habitudes, des types de comportements, des systèmes d'équivalence qui permettent aux protagonistes d'évoluer dans un monde commun. Retracer l'histoire d'une entreprise, à travers ses controverses, se réalisations, ses accords et l'analyser dans une perspective diachronique semble donc essentiel pour la comprendre au mieux.

### La conduite du changement en organisation
Pour finir, la méthodologie empirique qui sert de base à une sociologie des logiques d'action, s'appuie sur la mise en place d'interventions multimodales. Concrètement, la sociologie des logiques d'action se construit empiriquement sur une grille d'analyse qui suit différentes étapes :

#### La phase de contextualisation
Durant cette phase est reconstitué le système d'action concret au sens crozérien du terme, tout en tenant compte de raisonnements qui ne s'appuient pas exclusivement sur ce courant.
Quatre moments sont à distinguer :
- le recensement des actants et la délimitation du réseau ;
- la mise en relief de la tâche des acteurs et la perception que les acteurs ont de cette tâche ;
- la détermination des enjeux et des modes d'équivalence dominants ainsi que les ressources d’organisation et les zones d'incertitude ;
- puis au dernier moment, on met en évidence les mécanismes identitaires et le système de régulation.

#### La phase des possibilités d'accords
Elle consiste en un double repérage : celui des actants occupant une place importante dans l'ensemble étudié et susceptibles d'intervenir, et celui des espaces et objets capables de pouvoir constituer le support de conventions ou d'accords nouveaux.
Il y a donc trois moments :
- dans un premier temps, on identifie les acteurs clés en fonction des économies de grandeur, on détermine ainsi leur capacité à jouer le rôle de traducteur ou à être traduit ;
- dans un deuxième temps, les lieux de résistance au changement ou les potentialités de changement doivent se dessiner ;
- dans un troisième temps, il faut se demander quelles sont les traductions à opérer.

#### La conduite du changement
Le changement doit ici être introduit en considérant que la réussite de celui-ci dépend de la structuration de l'entreprise en réseau.
On repère encore trois moments principaux :
- les analyses des phases 1 et 2 sont d'abord communiquées au personnel, de telle sorte que le champ des possibles puisse se dessiner ;
- dans une deuxième phase, le processus de changement doit s'enclencher à partir de la problématisation, si possible conformément à la mise en place d'un réseau intraorganisations ;
- enfin dernier moment, l'action est engagée. Ce n'est pas pour autant qu'il faut relâcher la vigilance et il faut continuer à analyser tous les éléments pertinents de la situation.

Avec cette approche pluridisciplinaire qui mélange habilement des influences très diverses, la sociologie devient autant un outil de diagnostic qu'un outil utile pour le changement en entreprise. Ainsi trouve-t-elle sa place à côté d'autres sciences de l'action ou de gestion, en s'appuyant sur un aller-retour permanent entre théorie et pratique. Dans de récents développements (G. Herreros), la théorie des logiques d'action a été explicitement connectée au champ de la sociologie d'intervention dont elle apparaît comme l'une des modalités d'exercice.